# Drepanodus
Genre
Drepanodus est un genre fossile de conodontes. Les différentes espèces ont été trouvées dans des terrains datant de l'Ordovicien, du Silurien et du Dévonien, avec une répartition mondiale.

## Classification
Le genre Drepanodus est créé en 1856 par le paléontologue germano-balte Christian Heinrich von Pander (1794-1865),.
Selon Paleontology Database (site consulté le 21 janvier 2021), le genre appartient à la famille des Protopanderodontidae et à l'ordre des Protopanderodontida.
Selon EOL et GBIF (sites consultés le 21 janvier 2021), le genre appartient la famille des Distacodontidae et à l'ordre des Conodontophorida.

## Espèces
Selon Fossilworks (site consulté le 21 janvier 2021), le genre contient les espèces suivantes :
- † Drepanodus acutus
- † Drepanodus flexuosus
- † Drepanodus gracilis
- † Drepanodus inflexus
- † Drepanodus langoonensis
- † Drepanodus malayensis
- † Drepanodus obtusus
- † Drepanodus reclinatus
- † Drepanodus simplex

Selon EOL (site consulté le 21 janvier 2021), le genre contient les espèces suivantes :
- † Drepanodus acutus Pander, 1856
- † Drepanodus arcuatus Pander, 1856
- † Drepanodus flexuosus Pander, 1856
- † Drepanodus inflexus Pander, 1856
- † Drepanodus obtusus Pander, 1856
- † Drepanodus suberectus Branson & Mehl, 1933
- † Drepanodus toomeyi Ethington & Clark, 1964

Selon GBIF (site consulté le 21 janvier 2021), le genre contient les espèces suivantes :
- † Drepanodus acutus Pander, 1856
- † Drepanodus flexuosus Pander, 1856
- † Drepanodus inflexus Pander, 1856
- † Drepanodus langoonensis Igo et Koike, 1967
- † Drepanodus malayensis Igo et Koike, 1967
- † Drepanodus obtusus Pander, 1856

### Publication originale
- (de) Christian Heinrich von Pander, Monographie des fossilen Fische des silurischen Systems des russisch-bamtischen Gouvernements, Buchdruckerei der Kaiserlichen Akademie der Wissenschaften, Saint-Pétersbourg, 1856, 91 pp. (Lire en ligne, Google books, Pages 1-112).